# Diario Córdoba
O Córdoba, também chamado de Diario Córdoba, é um jornal espanhol publicado na cidade de Córdova e o de maior circulação na província de mesmo nome. É publicado ininterruptamente desde 25 de julho de 1941, consolidando-se como o principal jornal da província de Córdoba.
Atualmente pertence ao grupo Prensa Ibérica.

## História
Foi fundado em 25 de julho de 1941, sendo o sucessor do jornal falangista Azul, Órgão oficial da  Falange Espanhola Tradicionalista e das JONS na província de Córdoba. Por esta razão o jornal pertencia à Cadena de prensa del Movimiento, situação que se manteve durante toda a Ditadura franquista. Durante quase quarenta anos foi o único jornal diário que existiu na capital cordobesa, apesar de ter tido uma tiragem modesta de cerca de 5.000 exemplares durante as décadas de 1940 e 1950. No início da década de 1970, a circulação aumentou para 9.000 cópias.
Após a morte de Franco, o Córdoba passou a depender da agência pública Medios de Comunicación Social del Estado. Em 1 de fevereiro de 1984, o Estado colocou o jornal à venda, sendo adquirido por uma empresa privada vinculada ao Partido Socialista Operário Espanhol, que até então publicava La Voz de Córdoba —e que desapareceria nesse mesmo ano—. Poucos anos depois, o Córdoba foi adquirido pelo Grupo Zeta. Até 2000, o jornal gozava de hegemonia absoluta —tendo uma quota de mercado de 67% em 1999 —, já que não tinha publicações rivais na província. No entanto, desde essa data teve que lidar com a implementação de outros jornais, como o ABC de Córdoba —publicado pela Vocento— ou o El Día de Córdoba —publicado pelo grupo Joly—, o que fez com que sua participação no mercado caísse 34%.

## Diretores
| Nome                       | Duração   |
| -------------------------- | --------- |
| José Escalera del Real     | 1941      |
| Primitivo García Rodríguez | 1941-1944 |
| Pedro Álvarez Gómez        | 1944-1972 |
| Federico Miraz Fernández   | 1972-1982 |
| Juan Ojeda Sanz            | 1982-1984 |
| Manuel Gómez Cardeña       | 1984-1986 |
| Antonio Ramos Espejo       | 1986-1998 |
| José Higuero Manzano       | 1998-2001 |
| Alfonso Sobrado Palomares  | 2001-2005 |
| Francisco Luis Córdoba     | 2005-2019 |
| Rafael Romero Castillo     | 2019-     |